# Lepturasta russa
Lepturasta russa là một loài bọ cánh cứng trong họ Cerambycidae.